# Tyrone Edgar
Tyrone Edgar (Greenwich, 29 marzo 1982) è un velocista britannico.

## Palmarès
| Anno | Manifestazione | Sede    | Evento      | Risultato  | Prestazione | Note |
| ---- | -------------- | ------- | ----------- | ---------- | ----------- | ---- |
| 2009 | Mondiali       | Berlino | 100 m piani | Semifinale | dq          |      |
| 2009 | Mondiali       | Berlino | 4×100 m     | Bronzo     | 38"02       |      |

## Altre competizioni internazionali
2008
- Coppa Europa di atletica leggera ( Annecy)